# Quận Burlington, New Jersey
Quận Burlington là một quận trong tiểu bang New Jersey, Hoa Kỳ. Quận lỵ đóng ở thành phố Mount Holly nhưng trước đây quận lỵ là Burlington 6. Theo điều tra dân số năm 2000 của Cục điều tra dân số Hoa Kỳ, quận có dân số người 2. Năm 2007, ước tính dân số quận này là 423.394 người 2.

## Địa lý
Theo Cục điều tra dân số Hoa Kỳ, quận này có diện tích 819 dặm vuông Anh (2.121,2 km2), trong đó có 15 dặm vuông Anh (38,8 km2)  là diện tích đất, km2 là diện tích mặt nước.

### Các quận giáp ranh
- Quận Mercer - bắc
- Quận Monmouth – đông bắc
- Quận Ocean - đông
- Quận Atlantic - nam
- Quận Camden – tây nam
- Quận Philadelphia, Pennsylvania - tây
- Quận Bucks, Pennsylvania – tây bắc